# 6645 Arcetri
6645 Arcetri eller 1991 AR1 är en asteroid i huvudbältet som upptäcktes 11 januari 1991 av den amerikanske astronomen Eleanor F. Helin vid Palomar-observatoriet. Den är uppkallad efter Arcetri-observatoriet.
Asteroiden har en diameter på ungefär 12 kilometer och den tillhör asteroidgruppen Themis.